# Sui Gongdi
Sui Gongdi (隋恭帝) (605 – 14 septembre 619,), de nom personnel Yang You (楊侑), est un empereur chinois de la dynastie Sui. Traditionnellement, il était considéré comme le dernier empereur de la dynastie parce qu'il est celui qui a officiellement cédé le trône à l'empereur Tang Gaozu (Li Yuan), le fondateur de la dynastie Tang qui succède aux Sui. Cependant, même après son abdication, son frère Yang Tong continue de revendiquer le trône au nom de la dynastie Sui jusqu'en 619. Li Yuan se rebelle contre Sui Yangdi, le grand-père de Gongdi, en 617 et réussit à s'emparer de Chang'an, la capitale, un peu plus tard la même année. À cette date, Yuan se présente encore comme un fidèle serviteur des Sui et prétend être en lutte contre les ennemis de la dynastie. C'est pour cette raison qu'il capture Yang You et le déclare empereur, bien que seules les commanderies sous son contrôle reconnaissent le nouveau dirigeant, les autres continuant à considérer que c'est Yangdi qui est sur le trône. En 618, lorsqu'il apprend que l'empereur Yangdi a été tué par le général Yuwen Huaji, Li Yuan force Gongdi à lui céder le trône. L'ancien empereur meurt l'année suivante, probablement sur ordres de Li Yuan/Tang Gaozu.

## Pendant le règne de l'empereur Sui Yangdi
Yang You naît en 605. Son père est Yang Zhao, le fils et prince héritier de l'empereur Sui Yangdi, et sa mère est la princesse Wei, l'épouse de Zhao. Il est probablement le cadet des trois fils de Yang Zhao. En effet, si Yang Tan (楊倓), né en 603, est clairement son aîné, la question est plus difficile à trancher au sujet de Yang Tong, dont la date de naissance exacte est inconnue. Le seul indice permettant de penser que You est le plus jeune est l'ordre dans lequel les trois frères ont reçu un titre de Prince Impérial, le futur empereur Gongdi étant le dernier à recevoir ce titre. Cependant, quel que soit son âge exact, selon les principes de succession confucéens, il aurait dû être considéré comme le véritable héritier de Yang Zhao, puisque sa mère est l'épouse de ce dernier, tandis que les mères de Yang Tan et de Yang Tong ne sont que ses concubines.
Pourtant, lorsque Yang Zhao meurt en 606, Yangdi n’élève aucun de ses trois fils au rang de Prince Hériter et laisse la question de se succession dans le flou, sans même indiquer si son trône doit revenir à un des fils de Zhao ou à Yang Jian, le Prince de Qi et frère cadet du défunt. La seule décision que prend l'empereur est d'élever chacun de ses trois petits-fils au rang de Prince Impérial, Yang You devenant le Prince de Dai. Au printemps 613, lorsque l'empereur Yangdi lance la seconde de ses trois campagnes contre le royaume coréen de Koguryo, il laisse derrière lui le jeune Yang You, qui se retrouve nominalement responsable de Chang'an, la capitale. C'est en réalité le lettré Wei Wensheng (衛文昇) qui, même s'il n'est officiellement que l'assistant de You, se retrouve, de facto, être le véritable responsable de la gestion et de la défense de la ville. C'est ainsi qu'un peu plus tard la même année, lorsque le général Yang Xuangan se rebelle et attaque Luoyang, la capitale de l'est, c'est Wei qui commande les troupes qui partent de Chang'an pour participer à la défense de Luoyang.
En 617, le général Li Yuan prend une décision dont les conséquences vont être très lourdes. En effet, Yuan craint la colère de l'empereur Yangdi parce que ce dernier est mécontent de son incapacité à se défendre contre les attaques des Tujue. De plus, Yangdi se méfie de Yuan à cause de prophéties prédisant que le prochain empereur s'appellerait Li. Li Yuan décide de prendre les devants et se rebelle depuis son quartier général de Taiyuan (太原), dans le Shanxi. Li veut à la fois se distancier de l'empereur Yangdi et rassurer les troupes Sui pour leur faire croire qu'il est encore fidèle à la dynastie. Pour atteindre son but, il justifie sa révolte en affirmant qu'il veut faire de Yang You le nouvel empereur et de persuader Yangdi de revenir de Jiangdu (江都), où il s'est réfugié à la suite de la multiplication des révoltes, en tant que Taishang Huang/empereur retiré. Li Yuan se rend rapidement à Chang'an, mais Wei Wensheng meurt avant son arrivée. Lorsque Yuan arrive à la capitale, ce sont deux lieutenants de Wei, Yin Shishi (陰 世 師) et Gu Yi (骨 儀), qui sont alors responsables de la ville et de la tutelle de Yang You.
Durant l'hiver 617, les forces de Li Yuan brisent les défenses de Chang'an et prennent la ville. Li s'empare de Yang You et le déclare empereur, sous le nom de Sui Gongdi, offrant donc à l'empereur Yangdi le titre de Taishang Huang; mais seuls les territoires sous le contrôle de Li reconnaissent Yang You comme empereur.

## Règne

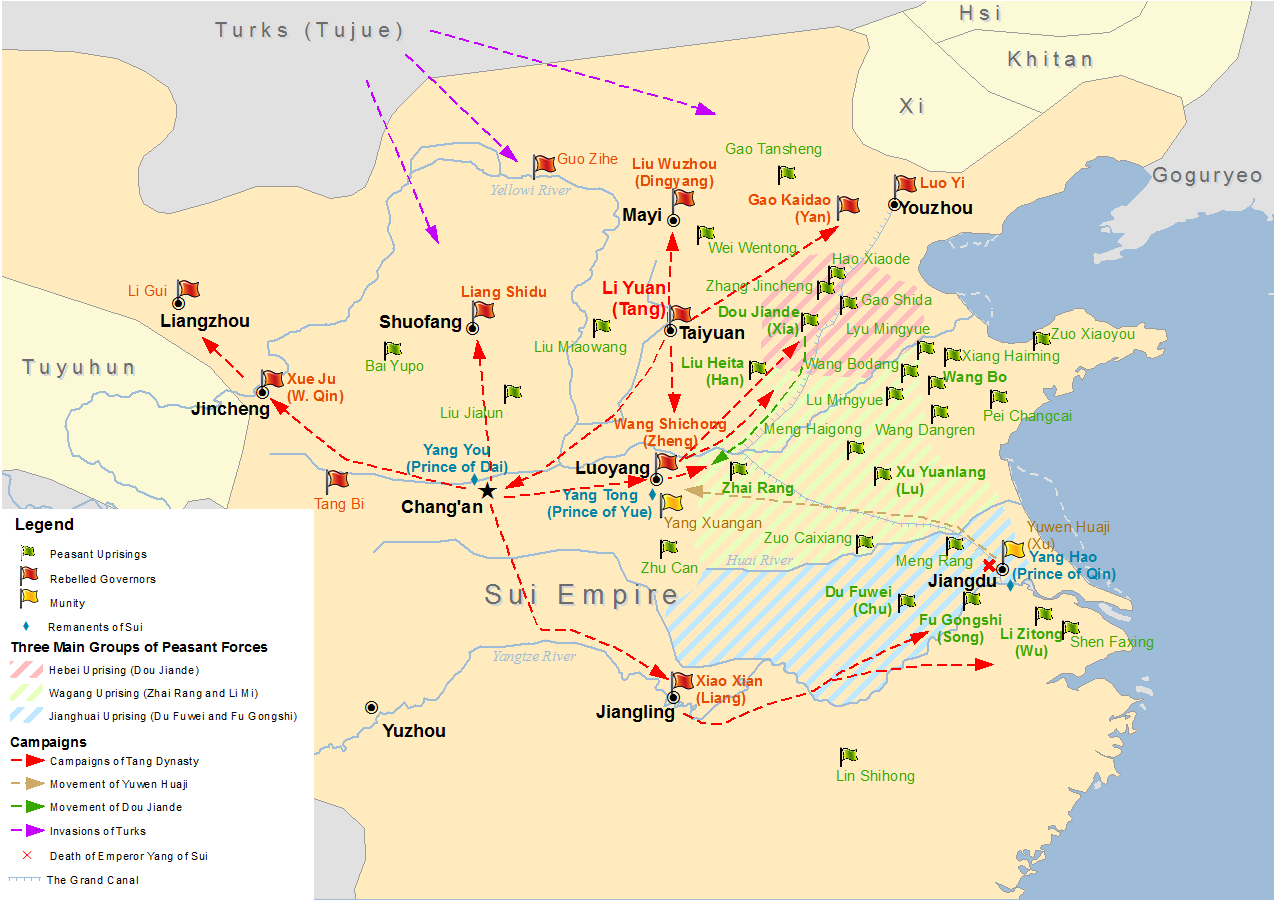
Carte montrant les soulèvements et rébellions majeurs des dernières années de la dynastie Sui.

Même si, officiellement Gongdi est empereur, le véritable pouvoir est entre les mains de Li Yuan, qui force Yang You à lui donner le titre de prince de Tang. Rapidement, les commanderies environnantes, y compris la plupart de celles des actuelles provinces du Shaanxi et du Sichuan, et la ville de Chongqing, se soumettent à Li.
Au printemps 618, Luoyang est attaqué par le chef rebelle Li Mi. Li Yuan réagit en envoyant des troupes commandées par ses fils Li Jiancheng et Li Shimin, prétendant participer ainsi à la défense de la ville. Mais lorsque ces renforts arrivent, les troupes Sui de Luoyang refusent de reconnaître l'autorité du nouveau prince de Tang et n'entrent pas en contact avec les troupes de ses fils, qui se retirent après un bref engagement avec les forces de Li Mi.
Durant l'été 618, soit juste six mois après que l'empereur Gongdi ait pris le titre impérial, Li Yuan apprend que l'empereur Yangdi a été tué par le général Yuwen Huaji. Il force alors Gongdi à abdiquer en sa faveur et monte sur le trône sous le nom de Tang Gaozu, fondant ainsi la dynastie Tang.

## Après l'abdication
Le nouvel empereur donne à l'ancien le titre de duc de Xi. Le nouveau duc meurt à l'automne 619, et bien que les histoires traditionnelles ne le disent pas directement, elles sous-entendent qu'il a été tué sur ordre de Gaozu. Comme Yang You n'avait pas de fils, c'est un lointain neveu, Yang Xingji (楊行基), qui hérite de son titre.

## Parents
- Père
  - Yang Zhao, le Prince Héritier Yuande, fils de l'empereur Sui Yangdi
- Mère
  - Princesse Wei, l'épouse de Yang Zhao

## Ancêtres
|  |                                                   |  |  |  |  |  |  |  |  |  |  |  |  |  |  |  |
|  | Yang Zhong, Duc de Sui                            |  |  |  |  |  |  |  |  |  |  |  |  |  |  |  |
|  |                                                   |  |  |  |  |  |  |  |  |  |  |  |  |  |  |  |
|  |                                                   |  |  |  |  |  |  |  |  |  |  |  |  |  |  |  |
|  | Empereur Sui Wendi                                |  |  |  |  |  |  |  |  |  |  |  |  |  |  |  |
|  |                                                   |  |  |  |  |  |  |  |  |  |  |  |  |  |  |  |
|  |                                                   |  |  |  |  |  |  |  |  |  |  |  |  |  |  |  |
|  | Lü Gutao                                          |  |  |  |  |  |  |  |  |  |  |  |  |  |  |  |
|  |                                                   |  |  |  |  |  |  |  |  |  |  |  |  |  |  |  |
|  |                                                   |  |  |  |  |  |  |  |  |  |  |  |  |  |  |  |
|  | Empereur Sui Yangdi                               |  |  |  |  |  |  |  |  |  |  |  |  |  |  |  |
|  |                                                   |  |  |  |  |  |  |  |  |  |  |  |  |  |  |  |
|  |                                                   |  |  |  |  |  |  |  |  |  |  |  |  |  |  |  |
|  | Général Dugu Xin                                  |  |  |  |  |  |  |  |  |  |  |  |  |  |  |  |
|  |                                                   |  |  |  |  |  |  |  |  |  |  |  |  |  |  |  |
|  |                                                   |  |  |  |  |  |  |  |  |  |  |  |  |  |  |  |
|  | La Duchesse Dugu Qieluo                           |  |  |  |  |  |  |  |  |  |  |  |  |  |  |  |
|  |                                                   |  |  |  |  |  |  |  |  |  |  |  |  |  |  |  |
|  |                                                   |  |  |  |  |  |  |  |  |  |  |  |  |  |  |  |
|  | Dame Cui                                          |  |  |  |  |  |  |  |  |  |  |  |  |  |  |  |
|  |                                                   |  |  |  |  |  |  |  |  |  |  |  |  |  |  |  |
|  |                                                   |  |  |  |  |  |  |  |  |  |  |  |  |  |  |  |
|  | Yang Zhao, titré Prince héritier Yuande           |  |  |  |  |  |  |  |  |  |  |  |  |  |  |  |
|  |                                                   |  |  |  |  |  |  |  |  |  |  |  |  |  |  |  |
|  |                                                   |  |  |  |  |  |  |  |  |  |  |  |  |  |  |  |
|  | L'Empereur Xuandi des Liang postérieurs (en)      |  |  |  |  |  |  |  |  |  |  |  |  |  |  |  |
|  |                                                   |  |  |  |  |  |  |  |  |  |  |  |  |  |  |  |
|  |                                                   |  |  |  |  |  |  |  |  |  |  |  |  |  |  |  |
|  | L'Empereur Xiao Mingdi des Liang postérieurs (en) |  |  |  |  |  |  |  |  |  |  |  |  |  |  |  |
|  |                                                   |  |  |  |  |  |  |  |  |  |  |  |  |  |  |  |
|  |                                                   |  |  |  |  |  |  |  |  |  |  |  |  |  |  |  |
|  | Consort Cao                                       |  |  |  |  |  |  |  |  |  |  |  |  |  |  |  |
|  |                                                   |  |  |  |  |  |  |  |  |  |  |  |  |  |  |  |
|  |                                                   |  |  |  |  |  |  |  |  |  |  |  |  |  |  |  |
|  | La Princesse Xiao des Liang postérieurs (en)      |  |  |  |  |  |  |  |  |  |  |  |  |  |  |  |
|  |                                                   |  |  |  |  |  |  |  |  |  |  |  |  |  |  |  |
|  |                                                   |  |  |  |  |  |  |  |  |  |  |  |  |  |  |  |
|  | Dame Zhang                                        |  |  |  |  |  |  |  |  |  |  |  |  |  |  |  |
|  |                                                   |  |  |  |  |  |  |  |  |  |  |  |  |  |  |  |
|  |                                                   |  |  |  |  |  |  |  |  |  |  |  |  |  |  |  |
|  | Empereur Sui Gongdi                               |  |  |  |  |  |  |  |  |  |  |  |  |  |  |  |
|  |                                                   |  |  |  |  |  |  |  |  |  |  |  |  |  |  |  |
|  |                                                   |  |  |  |  |  |  |  |  |  |  |  |  |  |  |  |
|  | Wei Shou, Duc de Hua                              |  |  |  |  |  |  |  |  |  |  |  |  |  |  |  |
|  |                                                   |  |  |  |  |  |  |  |  |  |  |  |  |  |  |  |
|  |                                                   |  |  |  |  |  |  |  |  |  |  |  |  |  |  |  |
|  | Princesse Wei                                     |  |  |  |  |  |  |  |  |  |  |  |  |  |  |  |
|  |                                                   |  |  |  |  |  |  |  |  |  |  |  |  |  |  |  |
|  |                                                   |  |  |  |  |  |  |  |  |  |  |  |  |  |  |  |